# Backwater Blues
Het lied Backwater Blues is een bluesstandard die werd geschreven door de Amerikaanse blueszangeres Bessie Smith. De originele single werd opgenomen in de stad New York op 17 februari 1927. Smith wordt op deze opname op piano begeleid door de Amerikaanse pianist James P. Johnson.
Backwater Blues is wereldwijd door veel bluesartiesten gecoverd en wordt bij tijden gebruikt om herinneringen aan rampzalige rivieroverstromingen te vertolken en/of te belichten. Bekende artiesten die een cover uitbrachten van Backwater Blues zijn onder andere B.B. King, Long John Baldry, Bob Dylan, Lead Belly, Dinah Washington, Count Basie  en Archie Shepp.

De Cumberland (bij Nashville): de rivier die de overstroming veroorzaakte waar Smith de tekst van het lied op baseerde.

## Achtergrond
Het lied wordt vaak in verband gebracht met de grote overstroming van de Mississippi in 1927, bekend als de Great Mississippi Flood of 1927. Dit betreft de meest schadelijke rivieroverstroming uit de geschiedenis van de Verenigde Staten. De laatstgenoemde watersnoodramp bereikte het hoogtepunt echter pas twee maanden nadat Backwater Blues door Smith was geschreven. Uit een onderzoek naar Smith's tournee en de getuigenissen van mede-entertainers die met haar toerden, blijkt dat het lied werd geschreven naar aanleiding van een overstroming van de rivier de Cumberland in Nashville op eerste kerstdag 1926.